# Le Provincial
 (février 2014).
Si vous disposez d'ouvrages ou d'articles de référence ou si vous connaissez des sites web de qualité traitant du thème abordé ici, merci de compléter l'article en donnant les références utiles à sa vérifiabilité et en les liant à la section « Notes et références ».
Pour plus de détails, voir Fiche technique et Distribution.
Le Provincial est un film français de Christian Gion réalisé en 1990.

## Synopsis
Bernard Aragnouet est un provincial vivant dans les Hautes-Pyrénées. Amoureux de la nature et de la montagne, il fait découvrir aux touristes les beautés de sa région. Un jour vient à lui une jeune femme parisienne, Nathalie Crespin, venue faire des repérages dans la région pour le tournage d'un film publicitaire sur un fromage. L'agence publicitaire de Paris mise tout dans ce film, afin de remporter des prix au festival du film publicitaire, sans trop se préoccuper de son client et de son produit. Nathalie en profite pour découvrir la province, et des liens se tissent entre elle et son guide Bernard. Ce dernier participe de manière fortuite au tournage, et doit se rendre à son tour à Paris pour signer son contrat. Il y découvrira un tout autre monde dans la vie citadine de la capitale, mais une capitale parsemée de provinciaux d'origine, adoptés par la Ville Lumière. Il s'y trouvera étonnement plus à l'aise que prévu, et aura la surprise de découvrir que le grand patron de l'agence publicitaire n'est autre qu'un homme de son pays. De quoi provoquer du remous au sein de l'agence...

## Fiche technique
- Réalisation : Christian Gion, assisté de Jean-Marie Larrieu
- Scénario : Christian Gion et Jean-Louis Richard
- Musique : Francis Lai
- Photographie : Jean-Jacques Tarbès
- Année : 1990
- Pays :  France
- Langues : Français & Occitan
- Genre : comédie
- Date de sortie en salles en France : 27 juin 1990

## Distribution
- Roland Giraud : Bernard Aragnouet
- Gabrielle Lazure : Nathalie Crespin
- Michel Galabru : Ernest Cazavant
- Maurice Vaudaux : Dan Gantier
- Olivier Achard : Un publicitaire
- Geoffrey Carey: Le metteur en scène
- Pierre Cassignard : Le serveur
- André Dupon : L'hôtelier
- Johara Farley : Brenda
- Jean-Marie Galey
- Henri Génès : Le prêtre
- Noelle Lizon
- Pierre Maguelon : Le fromager client de l'agence publicitaire
- André Nader : un Pyrénéen
- François Rollin : un publicitaire
- François Viaur
- Jean-Claude Sachot : Dompteur d'aigles

## Autour du film
- Le film fait quelques références à l'un des premiers films de Christian Gion, C'est dur pour tout le monde : l'agence de publicité s'appelle ici "Publistella", le même nom que l'agence tenue par Bernard Blier dans le film de 1975, et une réplique est reprise en clin d'œil "C'est de l'argent qui sort de votre poche gauche pour aller dans votre poche droite" et qui illustre les liens étroits entre les agences publicitaires et leurs fournisseurs que sont les sociétés de production cinéma, les réseaux de distribution, et certains médias qui diffuseront ensuite les publicités de ces agences.
- De vrais pompiers (ceux de Lourdes) interviennent lors de la crise cardiaque au Stade A. Béguère. Le match de rugby a été joué spécialement pour le film.
- Le Métro, restaurant pyrénéen de Paris, que l'on voit dans le film, existe réellement.
- Lors d'une prise de tension, Michel Galabru évoque la défaite (22-10) de Lourdes face à Béziers en 1973. Cette défaite lourdaise en finale du Championnat de France de rugby n'a cependant jamais existé, les 2 clubs se sont rencontrés une seule fois en finale en 1960 qui s'est terminée par la victoire du FC Lourdes par 14-11.